# Chibi-Robo!
Chibi-Robo! Plug Into Adventure es un videojuego de plataformas/aventura desarrollado por Skip Ltd. con la colaboración de Nintendo, publicado por Bandai en Japón, y por Nintendo en América del Norte y Europa para la videoconsola GameCube. Se lanzó por primera vez en Japón el 23 de junio de 2005, y fue posteriormente lanzado en América del Norte el 6 de febrero de 2006, y en Europa el 26 de mayo de 2006. Fue dirigido por Kenichi Nishi, quien también creó varios personajes en el juego.

## Trama
La trama sigue un pequeño robot de nombre Chibi-Robo, que le regala por su cumpleaños su padre a una niña llamada Jenny Sanderson. Chibi-Robo es juguete y a la vez ayuda a mantener la casa. Mientras que Jenny y su padre son felices, su madre se altera con el padre, ya que él gasta mucho dinero en Chibi-Robo y en muchos otros juguetes, incluso después de dejar su trabajo.

## El juego
Chibi-Robo! pone al jugador en el control de un pequeño robot de batería que sirve a los seres humanos, en este caso los Sanderson. Tiene lugar en una casa al estilo de la década 1960. El objetivo del juego es llegar al número uno de la clasificación, Chibi-Robo puede conseguir puntos felices por hacer buenas obras para la familia y para diversos juguetes en la casa de los Sanderson. Chibi-Robo siempre comienza en el Chibi-Casa, donde él y su mánager, Telly Vision, viven. Chibi-Robo puede cargar su batería, así como guardar el progreso de la partida en un enchufe y conectarse al Chibi-PC, que permite a Chibi-Robo comprar una variedad de productos y hacer nuevas creaciones. Al explorar la casa, Chibi-Robo puede encontrar una gran variedad de cosas para reunir, como Moolah (la moneda de Chibi-Robo!). Una tarea importante de Chibi-Robo es limpiar la casa, recogiendo papel o limpiando huellas del perro de la casa. En la limpieza, Chibi-Robo puede ganar puntos felices, que se utilizan para subir en la clasificación mundial de Chibi-Robos. Chibi-Robo consume la energía de la batería con cada paso y acción. Si su batería se vacía del todo,  se derrumba y aparece en la Chibi-Casa, después de haber perdido parte de su Moolah. Puede recargar su batería en todos los enchufes de la casa, gracias a la clavija que lleva incorporada.
Hay una variedad de herramientas que Chibi-Robo puede usar en la casa que le ayudan a ganar puntos felices. Por ejemplo, el Chibi-Coptero, que puede ser usado para llegar a puntos lejanos o para descender de un lugar elevado sin hacerse daño por la caída. Chibi-Robo tiene otras dos herramientas que puede equipar, incluido el Chibi-Blaster, que se utiliza para eliminar obstáculos y para atacar criaturas, y el Chibi-Radar, que se utiliza para ayudar a Chibi-Robo a detectar objetos ocultos. Hay otros utensilios del hogar que puede usar en la casa de los Sanderson, como un cepillo de dientes, que se utiliza para limpiar las manchas; la taza, que Chibi-Robo utiliza como escudo; la cuchara, que se utiliza para cavar hoyos, y una jeringuilla, que se utiliza para lanzar cualquier líquido.
Chibi-Robo también pueden encontrar trajes en todo el juego, cada uno de los cuales tiene su propia función única. El traje de Drake Redcrest, por ejemplo, permite que Chibi-Robo participe en las rondas de vigilancia de la sala de estar, ganando puntos felices que recibe del Sr Sanderson. Otro es el traje de rana, que permite a Chibi-Robo hablar con los animales, así como con Jenny, que siempre va con un gorro de rana.

## Desarrollo
A diferencia de la versión final, la versión beta de Chibi-Robo! Plug Into the Adventure propone que el jugador tenga que entrenar a Chibi-Robo para defender la casa de dos ladrones. La jugabilidad es distinta también, en lugar de jugar como un plataformas o un juego de aventuras, la beta tiene un estilo de juego de aventura point and click, en la que el jugador no tiene el control directo de Chibi-Robo, se transmiten comandos moviendo el cursor y haciendo clic en la pantalla. Esta idea de juego no cuajó. Kensuke Tanabe, un productor de Nintendo, le presentó a Shigeru Miyamoto el concepto del juego. A Miyamoto le gustó el personaje de Chibi-Robo, y se unió al proyecto como productor sénior, ayudando al equipo en el desarrollo del juego.
Kenichi Nishi dijo que el motivo por el que se optó por hacer que la mayoría de los personajes fueran juguetes, se debe a que los seres humanos son "demasiado grandes para interactuar con Chibi-Robo y crear todo el drama". Añadió que la utilización de juguetes añade un sentido de fantasía al juego, y también dijo que él simplemente quería crear juguetes. Él y el resto de los desarrolladores escogieron 50 juguetes, y después de seleccionar ideas, llegaron a la lista final. Añadió que se hizo el juego para ayudar a la gente porque le enseñaron que "el amor y la paz son sumamente importantes".

## Recepción
Chibi-Robo! tiene una media de 75 en Metacritic, una puntuación que indica que ha recibido "análisis favorables, en general". Sitios como IGN dijeron que a pesar de que puede ser demasiado lindo o extraño para algunas personas, es una muy agradable, y la idea de puzle con plataformas es muy buena, dándole un 8,2 sobre 10.Edge le dio a Chibi-Robo! Un 8/10, señalando a su sutil danza y ritmo como un canto del cisne para Nintendo GameCube. Sin embargo, GameSpot le dio un 7,1/10, señalando limitaciones del juego, que se redime por su gran sentido del humor y colorido elenco de personajes.

## Premios
- Mejor juego de Acción de GameCube de 2006 de IGN.
- Candidato al Mejor Diseño Artístico para un juego de GameCube por IGN.
- Candidato al Mejor Uso de sonido por IGN.
- Candidato al diseño más innovador por IGN.
- Candidato en la categoría Mejor historia / Escritura de adjudicación de Nintendo Power.

## Relanzamientos

### New Play Control!
Chibi-Robo! es uno de los juegos seleccionados que forman parte de la colección New Play Control!, que consiste en adaptar juegos de Nintendo GameCube para Wii, saliendo solo en Japón.
El juego fue adaptado al nuevo sistema de control del Wii Remote + Nunchuck y un selector de pantalla panorámica (16:9).

### Nintendo Switch Online
La versión original de Chibi-Robo! recibirá un relanzamiento para el servicio de Nintendo Switch Online + Expansion Pack exclusivo para la consola Nintendo Switch 2.

## Secuelas
El juego ha constado de varias secuelas:
- Chibi-Robo!: Park Patrol para Nintendo DS, publicado el 5 de julio de 2007 en Japón, el 2 de octubre de 2007 en América del Norte y exclusiva de Wal-Mart, y el 20 de marzo de 2008 en Australasia.
- Okaeri! Chibi-Robo! Happy Richie Ōsōji! para Nintendo DS, publicado el 23 de julio de 2009 en Japón. El juego no fue traducido al inglés ni a otros idiomas, aunque en el año 2016 se publicó una traducción hecha por aficionados.
- Chibi-Robo! Photo Finder para Nintendo 3DS, publicado en exclusiva en la Nintendo eShop el 3 de julio de 2013 en Japón, el 9 de enero de 2014 en Norteamérica, y el 3 de julio de 2014 en Europa. El juego hace uso de las cámaras 3D de la consola.
- Chibi-Robo! Zip Lash para Nintendo 3DS, publicado el 8 de octubre de 2015 en Japón, el 9 de octubre de 2015 en Norteamérica, el 6 de noviembre de 2015 en Europa, y al día siguiente, el 7 de noviembre en Australasia. Junto al juego se lanzó al mercado una figura amiibo de Chibi-Robo.

Chibi-Robo y otros personajes de la serie aparecen como pegatinas y trofeos en los juegos Super Smash Bros. Brawl y Super Smash Bros. para Nintendo 3DS.